# Горња Вратна Гора
Горња Вратна Гора је насељено место у Босни и Херцеговини у општини Коњиц у Херцеговачко-неретванском кантону које административно припада Федерацији Босне и Херцеговине. Према попису становништва из 1991. у насељу је живјело 48 становника.

## Становништво
По последњем службеном попису становништва из 1991. године, у насељу Горња Вратна Гора живело је 48 становника. Становници су претежно били Хрвати.
| Националност       | 1991.       | 1981. | 1971. |
| Хрвати             | 46 (95,83%) |       |       |
| остали и непознато | 2 (4,17%)   |       |       |
| Укупно             | 48          |       |       |